# (457) Аллегейния
(457) Аллегейния (англ. Allegheny) — астероид из группы главного пояса, который был открыт 15 сентября 1900 года немецкими астрономами Максом Вольфом и Фридрихом Швассманом в обсерватории Хайдельберг и назван в честь обсерватории Аллегейни.